# Eduard Kojnok

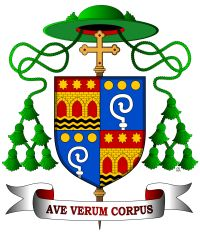
Bischofswappen von Eduard Kojnok

Eduard Kojnok (* 14. August 1933 in Veľká Suchá, heute Teil von Hrnčiarska Ves; † 27. Oktober 2011 in Rožňava (Rosenau)) war ein slowakischer Geistlicher und römisch-katholischer Bischof von Rožňava.

## Leben
Eduard Kojnok empfing am 24. Juni 1956 in Bratislava die Priesterweihe. Er war 1956 Kaplan in Breznička (Kleinbresnitz) und wurde 1956 zum Militärdienst verpflichtet. 1958 wurde er Kaplan in Smolník (Schmöllnitz), 1960 wechselte er nach Veľká nad Ipľom, 1961 nach Hodejov und 1964 wieder nach Smolník. Nach kurzem Einsatz als Spiritual im Priesterseminar in Bratislava wurde er 1968 Kaplan in Hnúšťa (Nusten) und 1970 in Jaklovce (Jakelsdorf). 1977 übernahm er die Pfarradministratur in Dolná Strehová und 1982 die Administratur von Gemerská Poloma.
Nach drei Jahrzehnten als Kaplan und Pfarrprovisor in Land- und kleinen Stadtgemeinden der kommunistischen Tschechoslowakei wurde er nach der Sanften Revolution von Papst Johannes Paul II. 1990 zum Administrator des Bistums Rožňava ernannt.
Papst Johannes Paul II. ernannte ihn am 14. Februar 1990 zum Bischof von Rožňava (Rosenau). Die Bischofsweihe spendete ihm der Kardinalpräfekt der Kongregation für die Evangelisierung der Völker, Jozef Tomko, am 18. März 1990; Mitkonsekratoren waren Ján Sokol, Erzbischof von Trnava, und Ján Chryzostom Korec SJ, Bischof von Nitra.
2003 war er Gastgeber von Papst Johannes Paul II. bei dessen Auslandsbesuch in der Slowakei in Rožňava. 2007 gründete er eine Gedenkstätte für Johannes Paul II. und Paul Hnilica in Rožňava.
Am 27. Dezember 2008 nahm Papst Benedikt XVI. seinen altersbedingten Rücktritt an. Kojnok starb am 27. Oktober 2011.